# Cosme Béchet
Pour les articles homonymes, voir Bechet (homonymie).
Cosme Béchet (1576-1652) est un juriste français de Saintonge.

## Biographie
Comme il l'indique lui-même dans son Usance de Saintonge (il y évoque l'«Eglise parrochiale du Bourg S. Estienne d’Arvert, lieu de ma naissance»), Cosme Béchet est né dans la paroisse d'Arvert. Juriste, il est avocat au présidial de Saintes, puis avocat au parlement de Paris.
Il est surtout connu pour la publication de L’usance de Saintonge qui recense les lois et coutumes de la région.
Il meurt à Saintes en 1652.

## Publications

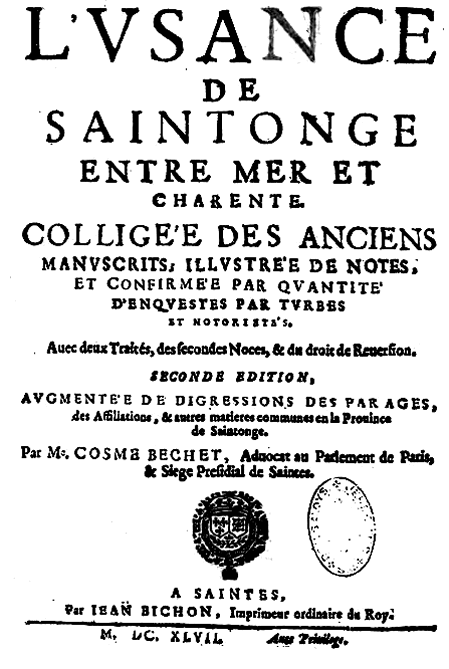
L’usance de Saintonge, entre mer et Charente, 2e édition, 1647

- L’Usance de Saintonge, entre mer et Charente :
  - 1re édition :  L'usance de Saintonge, colligée des anciens manuscrits ... Avec deux traictez, l'un des secondes nopces, & l'autre du droict de reversion, Saintes, Jean Bichon, 1633.
  - 2e édition, Saintes, Jean Bichon, 1647, [lire en ligne] ;
  - 3e édition post-mortem, Bordeaux, Simon Boé, 1701, [lire en ligne].
- Conférence de l'usance de Saintes avec la Coutume de Sainct Jean d'Angely. Avec un traicté des successions légitimes, et quelques observations sur les mesures des terres en la province de Saintonge, Saintes, Jean Bichon, 1644, 156 p.
  - 2e édition, Saintes, Etienne Bichon, 1687 Lire en ligne sur Babord-num.

## Postérité
Une rue porte son nom au lieu dit de La Sablière, ancienne bourgade sise aux Mathes, en Charente-Maritime.